# Dettingen Te Deum
 (avril 2024).
Si vous disposez d'ouvrages ou d'articles de référence ou si vous connaissez des sites web de qualité traitant du thème abordé ici, merci de compléter l'article en donnant les références utiles à sa vérifiabilité et en les liant à la section « Notes et références ».

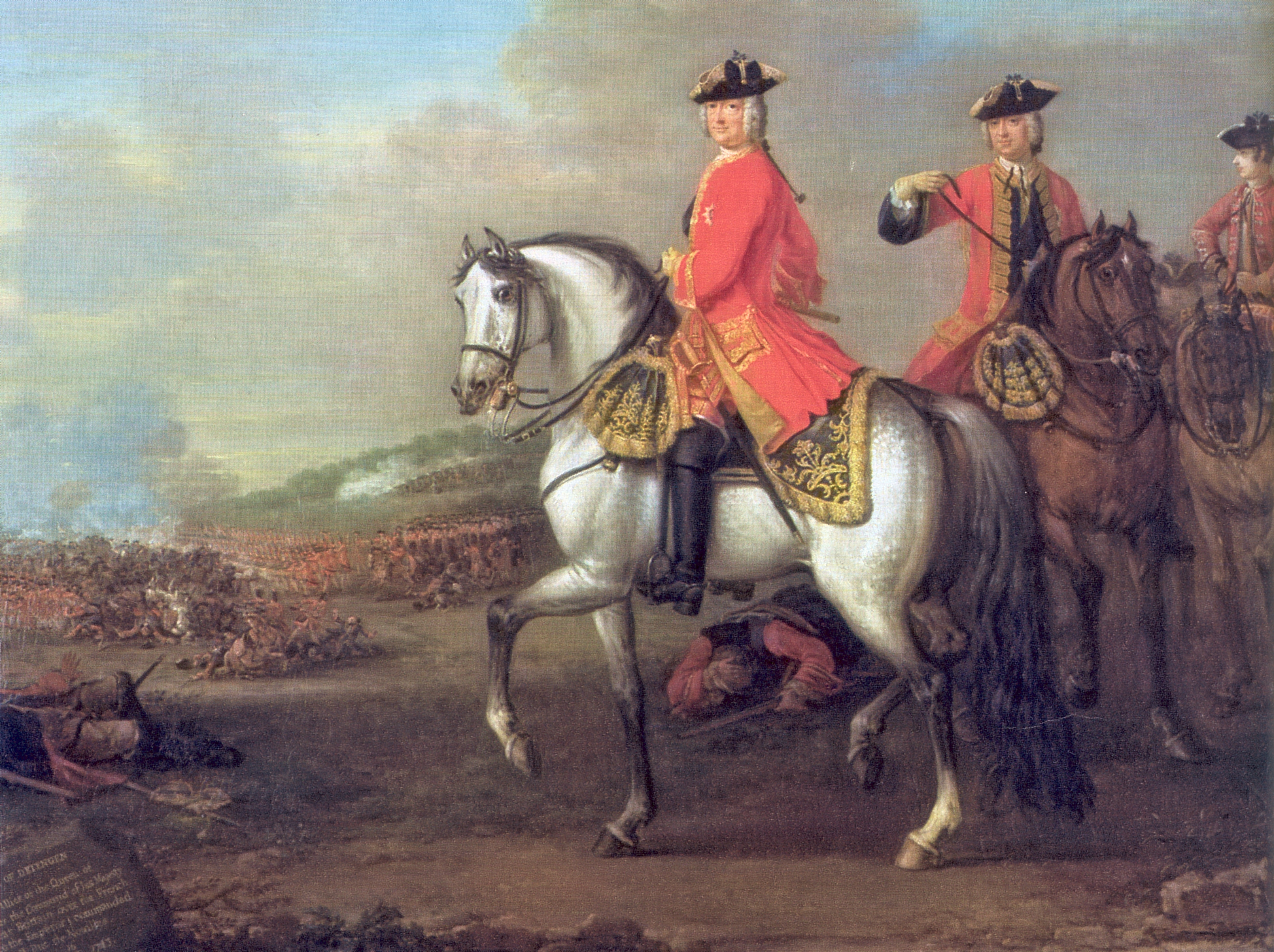
Peinture de John Wootton (1743) représentant la bataille de Dettingen.

Dettingen Te Deum (HWV 283) est une œuvre de Georg Friedrich Haendel composée en 1743 pour célébrer la victoire britannique lors de la bataille de Dettingen (27 juin 1743).
Cette bataille menée à Dettingen se situe dans le cadre de la guerre de Succession d'Autriche ; les Britanniques et les Hanovriens, rejoints par les Autrichiens, y défont une armée française commandée par le duc de Noailles. C'est lors de cette bataille que, pour la dernière fois, un souverain britannique, le roi George II, combat en personne à la tête de ses armées. 
Au retour du roi, une journée d'action de grâces publique est décidée et Haendel, à cette époque Composer of the Musick to the Chapel Royal reçut la commande d'un Te Deum et d'un anthem (The King Shall Rejoice) pour cette occasion. L'œuvre est composée entre le 17 et le 29 juillet 1743 et sa première exécution a lieu le 27 novembre 1743 dans la chapelle royale du Palais Saint James.